# Загорский, Аполинарий
Аполина́рий Заго́рский (пол. Apolinary Zagórski; 1830 — 22 ноября 1858) — польский научный писатель, популяризатор естественных наук.
Родился в Полесье в семье лекаря Тадеуша Загорского. По завершении гимназического курса в Житомире поступил на военную службу. В русской армии служил на протяжении пяти лет (дослужился до звания поручика) и принял участие в венгерском походе 1849 года. С 1850 по 1854 год жил в Одессе, после чего переехал в Варшаву.
Не имел высшего образования, но с 1856 года сотрудничал в «Gazeta Warszawska» и «Biblioteka Warszawska», для которых писал статьи по космологии и истории науки. С 1855 года и до конца жизни жил в Варшаве; умер в этом же городе от туберкулёза.
Его основные сочинения: «Zarysy kosmologiczne» (Варшава, 1857) и «Gawędy naukowe» (1859).
Умер в городе Варшаве. Похоронен на кладбище Старые Повонзки.